# Ang Thong National Marine Park
Ang Thong National Park is een nationaal park in Thailand. Het ligt in de Golf van Thailand, ten noordwesten van Ko Samui. Het bestaat uit 42 eilanden en van de 102 km² die het park beslaat is slechts 18 km² land. De rest bestaat uit zee. Het park wordt voluit ook wel Mu Ko Ang Thong genoemd, waarbij Mu Ko 'groep van eilanden' betekent en Ang Thong 'pot met goud'.

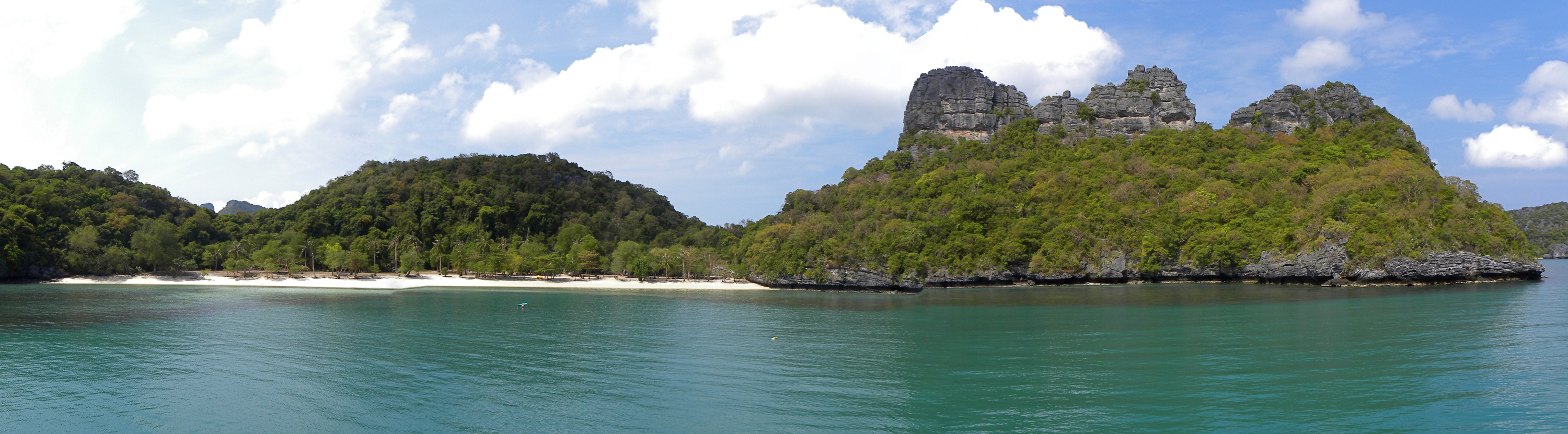
Panorama strand Ko Mae Ko
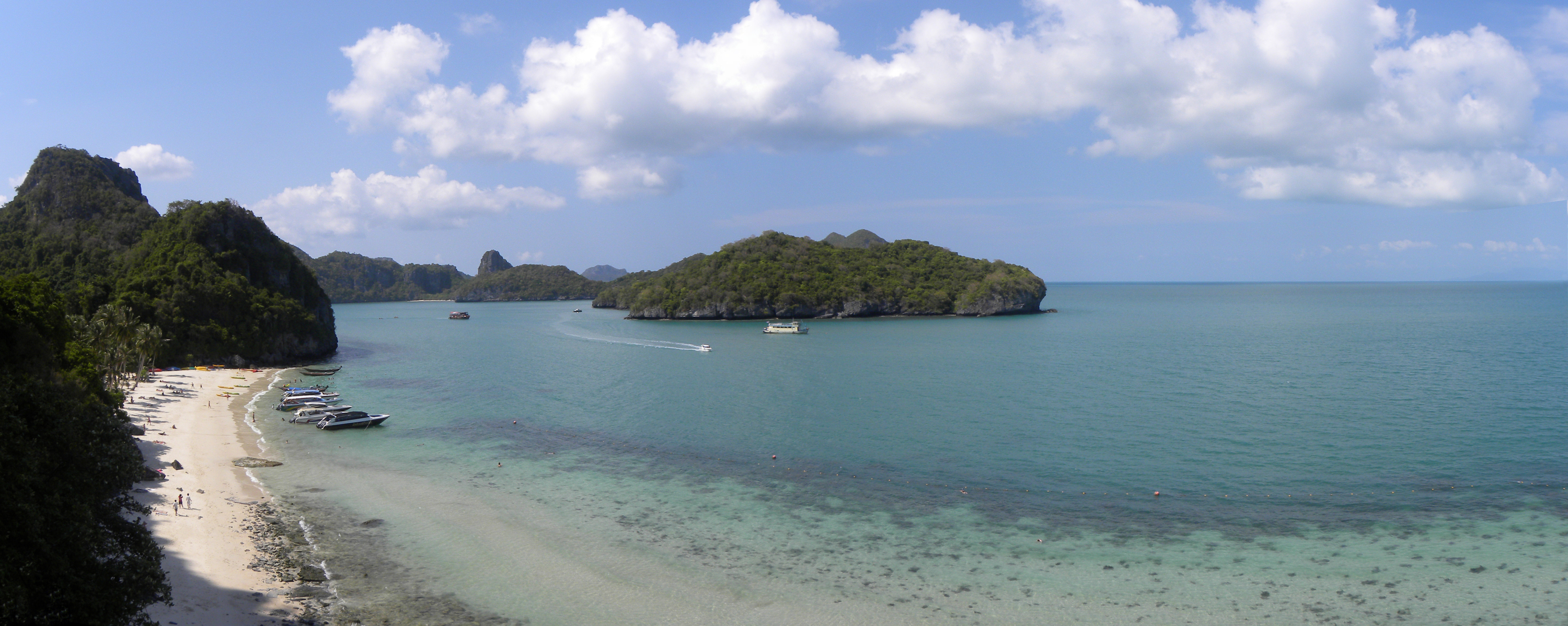
Panorama strand Ko Wua Talab
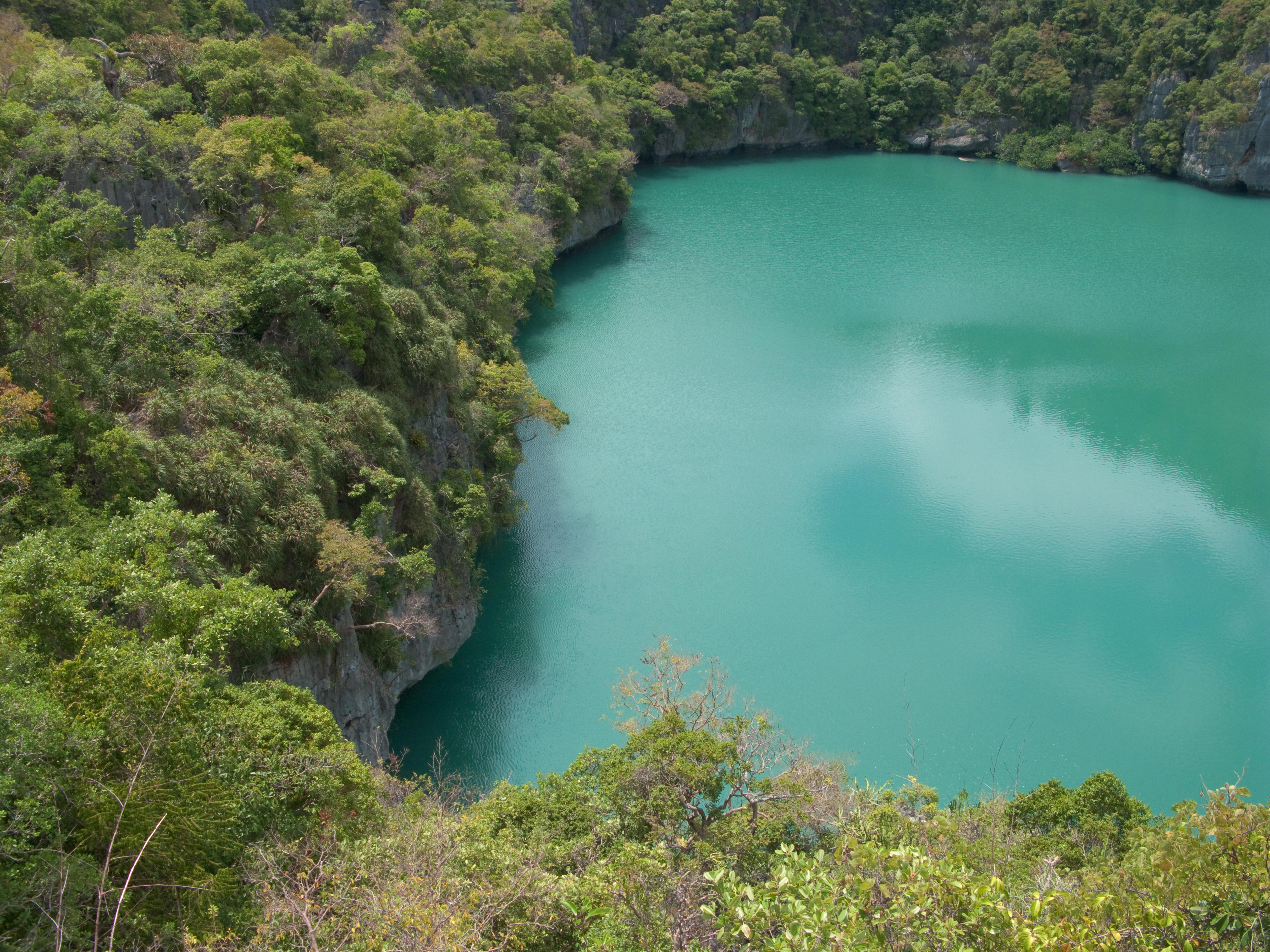
Panorama laguna Ko Mae Ko